# Château des Sforza de Vigevano
Le château des Sforza ( Castello Sforzesco en italien) est situé dans la ville italienne de Vigevano. Son enceinte s'étend sur plus de deux hectares. Il est situé au point culminant de la ville. Le château couvre une superficie de 70 000 m2 sur 5 étages.

## Histoire

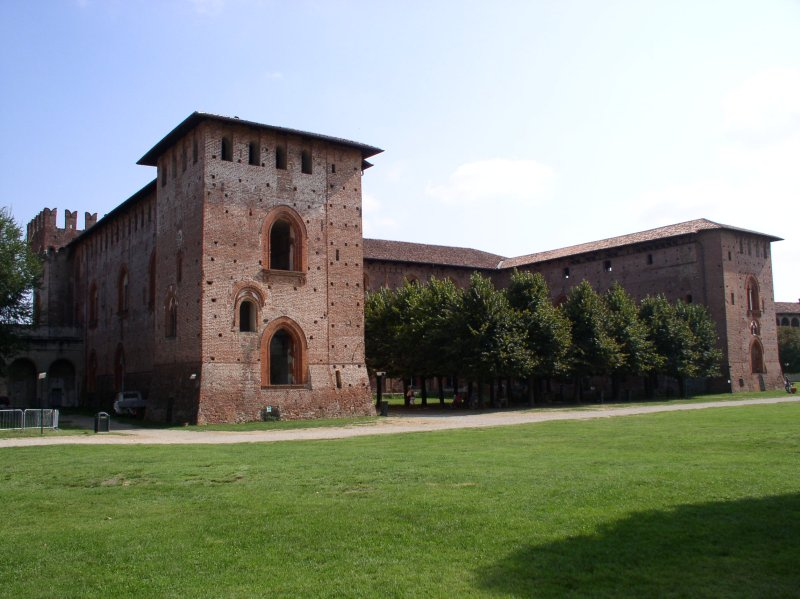
Corps principal du château.

### Origines
L'histoire du château coïncide pendant quelques siècles avec celle du village de Vigevano, anciennement appelé « Vicogebuin ». En effet, jusqu'au milieu du XVe siècle, la zone du promontoire, délimitée par les bâtiments qui composent le château actuel, était le site où se dressaient les maisons de l'ancien village avec le premier bâtiment municipal et les églises primitives. Le village était à l'origine entouré d'un système de défense rudimentaire en terre et en bois, remplacé plus tard par une muraille. Il avait sur le côté est un château ou recetto de forme carrée, initialement constitué d'une structure en bois, remplacé avant le Xe siècle par des murs en briques et séparé de la ville par un fossé. Cette structure, correspondant au maschio (donjon) actuel, remplissait initialement les fonctions d'abri pour le fourrage et les animaux, et de défense en cas de danger.

### Domination des Visconti
Avec le temps et après de multiples transformations, elle devint, entre la fin du XIIIe  et le début du  XIVe siècle, la résidence des Visconti, qui commencèrent également à prendre possession des maisons de l'ancien village et à les démolir. Les pillages et les démolitions se sont poursuivies avec les Sforza dans la seconde moitié du XVe siècle, lorsque le donjon, encore agrandi et embelli, devient un palais ducal entouré d'écuries et de bâtiments de service. 

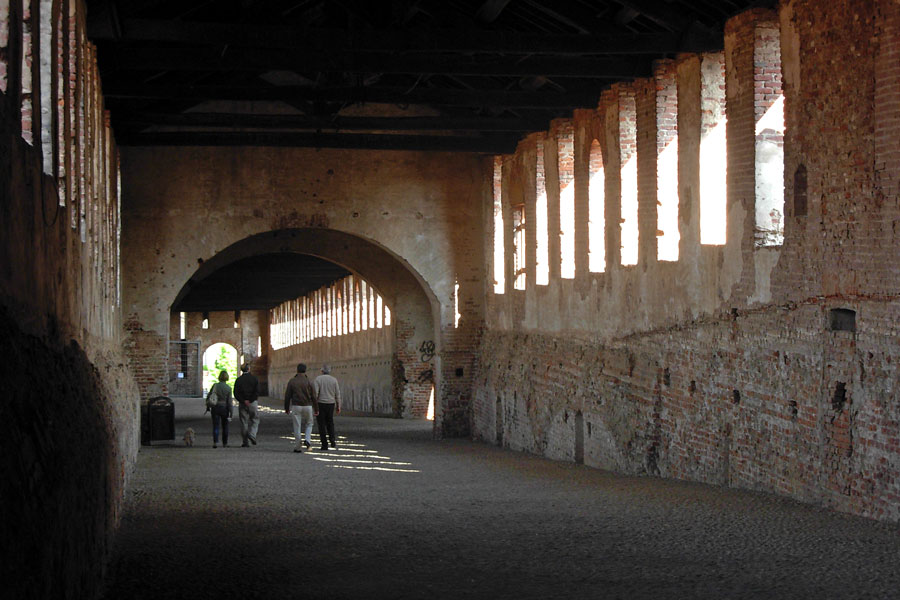
La route couverte

Luchino Visconti, podestat de Vigevano en 1319 et 1337, intègre le village dans son plan de domination territoriale, décidant d'en faire un bastion défensif inséré dans l'échiquier territorial des châteaux placés le long de l' Adda et du Tessin pour défendre l'État des Visconti. Dans cette optique, en 1341, il fait construire une forteresse de défense (appelée à l'origine « forteresse inférieure » , elle prend le nom actuel d'« ancienne forteresse »par opposition à la « nouvelle forteresse » construite à la fin du XVe siècle), située à une certaine distance du château, à la limite est du village qui s’étend aujourd'hui en dehors de son périmètre d’origine. Dans le même temps, il entreprend la transformation de l'ancien château en une nouvelle résidence ducale. Celui-ci, dans la nouvelle conformation, a un plan quadrangulaire formé par des murs crénelés avec trois bâtiments, des tours aux angles et une tour d'entrée centrale. Les travaux d'agrandissement et d'embellissement se poursuivent dans tout le domaine des Visconti. En 1347, les deux forts sont reliés par la « route couverte », un grand bâtiment fortifié de 164 mètres de long et 7,50 mètres de large qui se détache sur le panorama de la ville et permet une liaison rapide entre le château et la campagne environnante.

### Domination des Sforza
En 1447, à la fin du règne des Visconti, la population de Vigevano conquiert la liberté municipale et détruit la forteresse extérieure. Cette liberté voit sa fin dès 1449 lorsque Vigevano est assiégé par Bartolomeo Colleoni et Francesco I Sforza, époux de Bianca Maria, fille de Filippo Maria Visconti, et nouveau seigneur de Milan. Après la conquête, les Sforza réparent les dégâts du siège et doublent la partie centrale du donjon vers l'extérieur, incorporant les restes de la tour sud-est détruite lors du siège. 

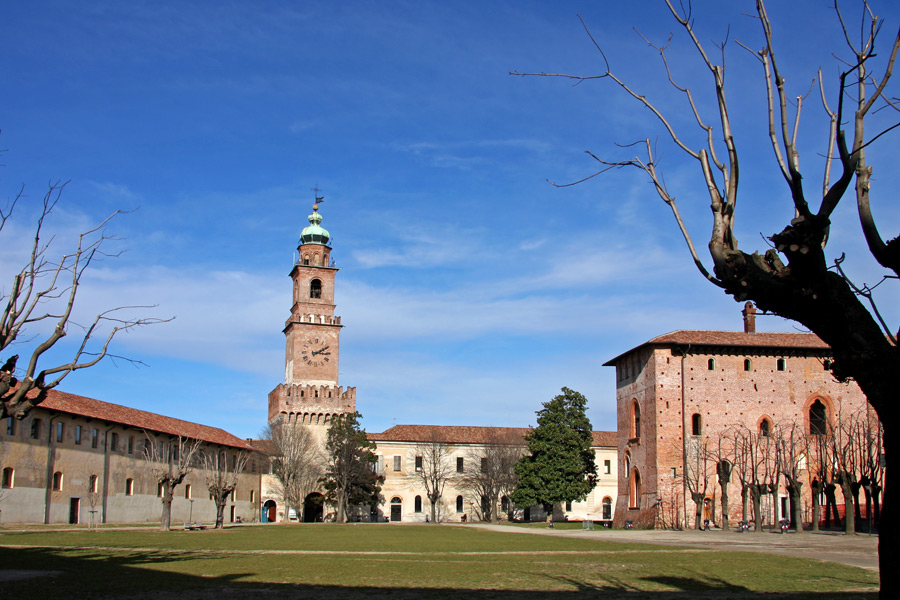
Une image du complexe du château

Galeazzo Maria Sforza, dès qu'il succède à son père Francesco en 1466, ordonne de nouvelles interventions qui transforment définitivement le donjon en palais ducal. Prenant acte de la fonction défensive des anciens murs du village, il permet la construction de maisons, dont la hauteur ne dépasse pas celle du mur, dans les douves extérieures. En 1472, le nouveau duc intervient sur deux bâtiments anciens, placés le long du mur sud de l'ancien village et utilisés comme écurie. Il les élève et modifie le rez-de-chaussée en faisant insérer une double colonnade avec des voûtes croisées et de nouvelles fenêtres. En 1475, il crée le pont avec la loggia, situé au sud du donjon, et peu avant sa mort, il entreprend la construction de la fauconnerie, complétée plus tard par Ludovico il Moro, régent du duché au nom de son neveu Gian Galeazzo Maria Sforza .
Avec Ludovico il Moro, né à Vigevano, le projet des Sforza s'intensifie avec la transformation du château en résidence.  La partie centrale et ses deux ailes, ainsi que la voie couverte, avaient été édifiées par Luchino Visconti. Les noms de Bartholomeo Gadio, Ambrogio Ferrari, Benedetto Ferrini, Maffeo da Como, Bramante et Leonard de Vinci sont attachés au projet, mais on ignore précisément qui en a réalisé la conception. Les travaux commencent dans les années 1470. Le chantier connait son apogée entre 1476 et 1497, année de son achèvement. La cour, occupée à l'origine par l'ancien village, est vidée de ses bâtiments résiduels; la troisième écurie, appelée Ludovico, et le bâtiment de la cuisine, sont construits lors de la démolition de l'ancienne église de Sant'Ambrogio et reliés au corps principal par un  pont couvert, fermant ainsi l'ensemble des bâtiments entourant la grande cour. Le donjon est agrandi côté est avec la création d'un jardin suspendu entouré de deux bâtiments à arcades conçus par Bramante et ouverts à l'est.  Aujourd'hui, après l'effondrement de la loggia adossée à la route couverte et l'abaissement du jardin à son niveau actuel, il ne reste plus du complexe de Bramante que le bâtiment sud appelé «la loge des dames ». Bramante conçut également une partie du décor pictural qui ornait l'ensemble de bâtiments donnant sur la cour et dont des traces subsistent aujourd'hui sur les murs de l'écurie de Ludovico, ainsi que l'élévation de l'ancienne tour municipale, qui en 1476 avait déjà été construite, avec de nouveaux merlons et créneaux, pour abriter les cloches de l'église démolie de Santa Maria.
Le château a un premier niveau de celliers, surmonté de pièces voûtées et en parties enterrées, utilisées l'été. Le rez-de-chaussée se trouve au-dessus, et au premier étage, l'étage noble avec les chambres d'apparat, surmontées des petites chambres des courtisans. Toutes ces pièces sont ornées de peintures. La garnison ducale est installée au-dessus des étables. Les façades de tous les bâtiments sont peintes.
La splendeur de la domination Sforza se termine avec Francesco II Sforza qui complète les décorations picturales du palais ducal.

### Époque moderne

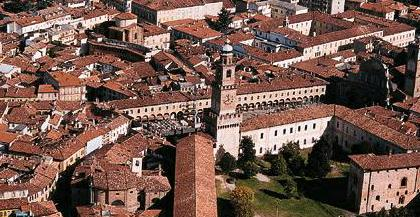
Vue aérienne du centre de Vigevano; avec: la Piazza Ducale, le château, la tour de Bramante, le Duomo, l'église de Santa Maria del Popolo et l'ancienne église de San Dionigi (aujourd'hui auditorium)

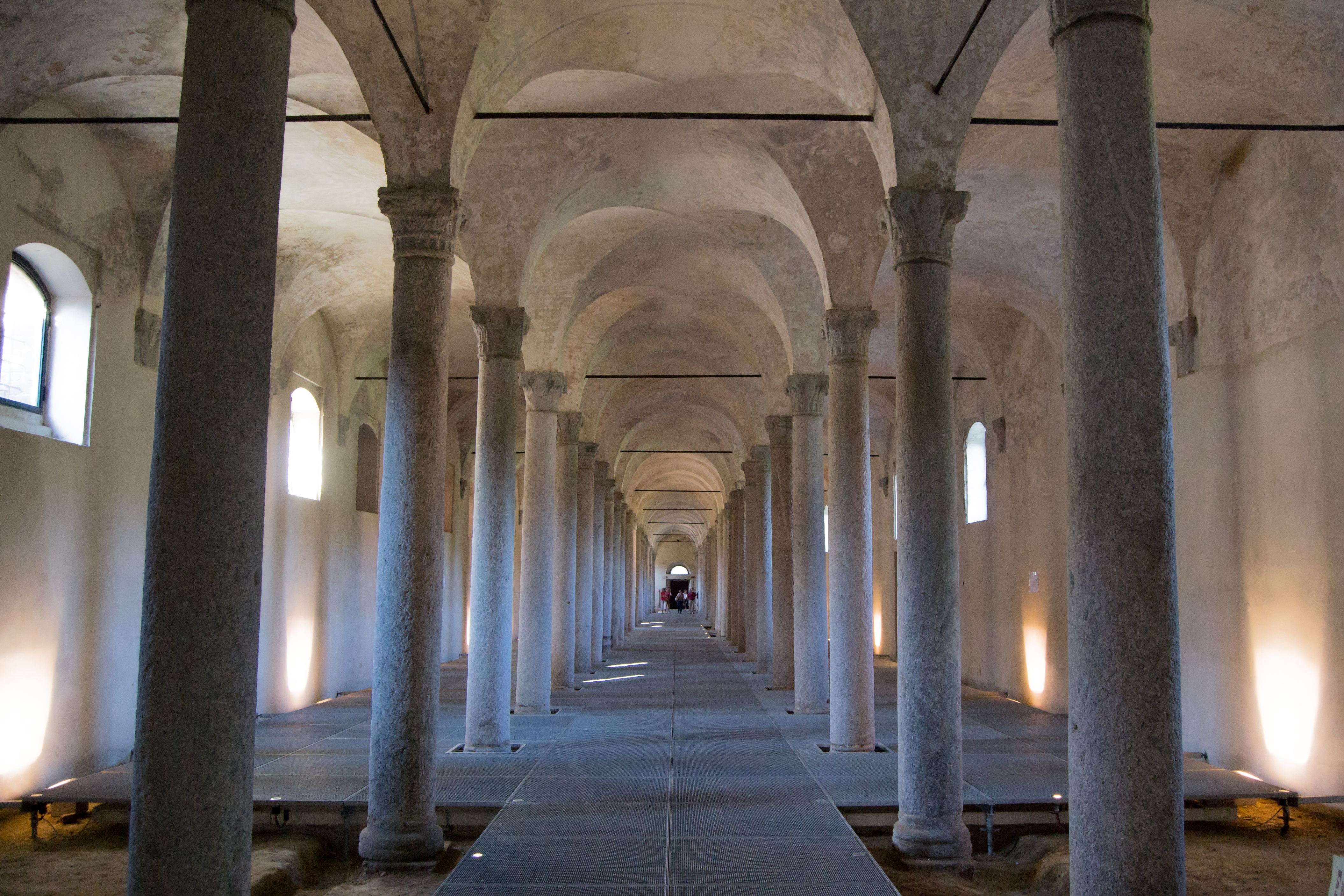
le manège du château Sforza à Vigevano

Les changements les plus importants ont été ensuite apportés à partir de la première moitié du XIXe siècle. Le côté ouest du fossé a déjà été enfoui et la courtine du donjon avec le ravelin ont été démolis. En 1824 la porte qui s'ouvrait vers l'église de Saint-Pierre-Martyr est fermée et supprimée. En 1855, à la suite de l'effondrement d'une partie du corps central du donjon et de l'ancien escalier placé à sa gauche (qui ne fut pas reconstruit), la partie effondrée fut reconstruite par l'ingénieur. Inverardi qui modifia la partie vers la cour ce qui impliqua la reconstruction de la façade en style Tudor, le déplacement de l'accès aux étages de la cave de droite à gauche et la construction d'un nouvel escalier à l'intérieur. Le même ingénieur conçut l'entrée du Corso della Repubblica dans un style néo - gothique avec un atrium qui intègre une baie de l'écurie orientale. Dans la seconde moitié du siècle, l'enterrement des douves a été achevé et l'excavation du jardin suspendu, maintenant appelé la cour de la duchesse, a été réalisée avec la reconstruction du corps de bâtiment près de la route couverte, reconstruction qui a conduit à la disparition de la chapelle ducale de l'époque Sforza et le transfert de neuf fresques (dont huit attribuées à Bernardino Ferrari ) à la mairie.
D'autres interventions permirent d'adapter le complexe à ces nouvelles fonctions militaires en le dotant de nouvelles structures. En 1836, dans la partie sud de l'ancienne forteresse, un grand manège (cavallerizza) permettant de pratiquer l'équitation en salle a été construit. Un deuxième manège, démoli à la suite d'un effondrement survenu en 1979, de plus petites dimensions, a été construit dans la partie nord de la forteresse à la fin de XIXe siècle. Au cours de la seconde moitié du siècle, les locaux de l'ancien four municipal (prestino) situé à l'est de la tour et acheté par l'administration militaire en 1837, et ceux des cuisines ducales ont été rénovés, élevés d'un étage et utilisés comme club des officiers; les parties restantes du fossé ont été comblées; le pont vers les anciennes cuisines a été totalement transformé en terrasse, tandis que celui vers le fauconnier a été remodelé avec la construction de trois arcs à la place de la maçonnerie; le jardin suspendu a été rabaissé jusqu'à son niveau actuel; le corps adossé à la route couverte a été reconstruit et les intérieurs des écuries réaménagés.
En 1980, après une décennie d'abandon à la suite de la cessation d'utilisation par les militaires, les travaux de restauration et de rénovation du grand complexe de bâtiments appelé le château ont commencé.
Le complexe actuel se compose de:
- La tour d'entrée connue sous le nom de tour de Bramante ,
- Trois grandes écuries, dont celle près de la tour appelée di Ludovico,
- Un hall d'entrée néo-gothique,
- Un bâtiment avec une loggia appelé fauconnerie,
- Un pont avec une loggia supérieure,
- Le bâtiment principal appelé maschio,
- Deux corps du XIXe siècle placés entre le donjon et la tour,
- Le grand bâtiment de la chaussée couverte,
- L'ancienne forteresse située à l'est qui contient une cavalière grandiose;

## La tour de Bramante

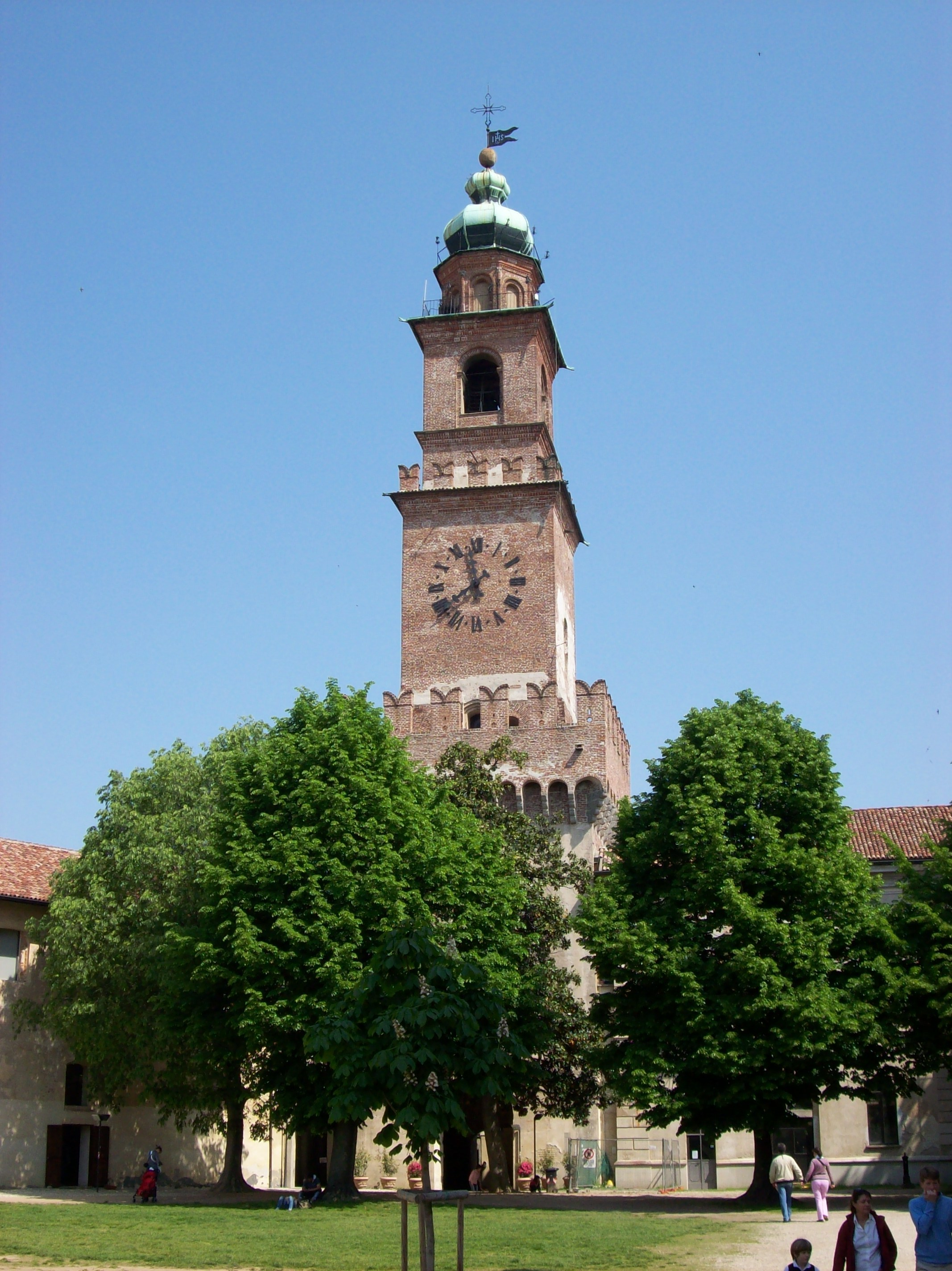
La tour de Bramante

L'origine de la Tour, située au point culminant de la ville, près du château, remonte à 1198. Elle a été achevée par Bramante à la fin du XVe siècle à partir d'une ancienne tour communale, tandis qu'au XVIIe siècle, le dôme baroque en « oignon » a été ajouté pour remplacer la flèche conique d'origine. La tour a une forme originale qui  copie le modèle de la tour Filarete du Château des Sforza à Milan ; elle est composée de trois corps de bâtiments superposés de plan carré de section décroissante. Depuis les terrasses, la vue sur la Piazza Ducale, le château et toute la ville est excellente.
Le beffroi, inaccessible au public, abrite « il campanone », une grosse cloche du XVIIe siècle « fendue » par nécessité. En fait, au XIXe siècle, il n'existait pas les systèmes électroniques modernes pour contrôler les cloches, et l'horloge de la tour, mécanique à l'époque, sonnait toutes les demi-heures, même la nuit. Il semble que le son de la « grosse cloche » était si fort que les habitants des maisons adossées au château et à la place étaient pratiquement incapables de s'endormir. Ils ont donc présenté une pétition à la Municipalité dans laquelle ils ont demandé de « faire taire » le perturbateur de bronze ! Finalement, un compromis a été passé : un morceau de la cloche a été enlevé avec une précision quasi chirurgicale pour la fendre et étouffer le son. Et c'est ainsi que l'on peut encore l'entendre sonner tous les quarts d'heure aujourd'hui.
À 75 mètres de hauteur du niveau de la place (57 mètres du niveau de la cour), la Tour de Bramante est l'actuelle Tour Civique de la ville de Vigevano, dont elle a toujours été le symbole.

## Musée archéologique national de Lomellina
Le musée archéologique national de Lomellina, inauguré en 1998 et agrandi en 2006, a été créé dans le but de réunir des matériaux archéologiques provenant de fouilles ou de récupérations occasionnelles dans la région de Lomellina, afin de transmettre leur connaissance à un large public. Le musée est installé dans les espaces de la « troisième écurie » du château et dans les salles adjacentes.